# Team Facilities
Team Facilities (voorheen Video Associates & BV de Jongens) was een in 1983 opgerichte facilitaire dienstverlener voor registratie, uitzending en postproductie voor televisie en videoproducties voor omroepen, producenten en bedrijfsleven. Het bedrijf had diverse opdrachtgevers zoals de Nederlandse Publieke Omroep, commerciële zenders en productiebedrijven. Het bedrijf had ca. 120 medewerkers in dienst. Het bedrijf was, samen met ParkPost, Avi-Drome en Glasvezelring Hilversum onderdeel van de Avi-Team Groep / Consolidated Media Industries BV. Het bedrijf is sinds 2019 overgenomen door NEP The Netherlands.

## Taken
De bedrijfsonderdelen van Team Facilities waren o.a.:
- TV registratie: Team Facilities had Studio 33 op het bedrijventerrein Kerkelanden in Hilversum in beheer. In samenwerking met de andere bedrijven uit van de Avi-Team Groep kan er geheel tapeloos worden gewerkt. Deze opnamen waren dan binnen enkele minuten na de start al beschikbaar voor montage in een van de sets van Team Facilities, ParkPost, Avi-Drome of andere montageset die is aangesloten op de centrale opslag bij ParkPost.
- ENG registratie: Electronic News Gathering, oftewel één cameratechniek bij verslaggeving en registratie van nieuws, sport, reality, drama, commercial, bedrijfsfilm en multimedia, als dan niet op locatie.
- Registratiewagens: Team Facilities beschikte op 3 registratiewagens; Team 1, Team 2 en Team 3.
- Postproductie: Team Facilities beschikte over verschillende montagesets en een ProTools audio-nabewerking. Deze montagesets zijn aangesloten, via Glasvezelring Hilversum, op de centrale opslag bij ParkPost.

## Programma's
- Lingo
- Vermist
- Eén Vandaag
- Opgelicht
- The Max- Jetix
- X-plosief
- Knoop in je Zakdoek
- KNVB Bekertoernooi
- NOB Crossmedia week
- Partijcongressen
- Euro League Nesselande Volleybal
- Nationale competitie basketbal & hockey
- Echte mannen
- Autoprogramma PK
- Nova
- Netwerk
- Actie & Shownieuws
- Hart van Nederland
- Joling & Gordon over de vloer
- Gordon Gillend naar huis
- Travel
- F.A.B.S.
- Het Blok
- Help mijn man is klusser
- Help mijn man heeft een hobby
- Hoe mooi is jouw straat
- De Bruiloften
- Het Klokhuis
- NOS Sport
- NOS Journaal
- Jupiler League
- Gelukkig je bent er!